# Estación de Rorschach Hafen
La estación de Rorschach Hafen es una estación ferroviaria de la comuna suiza de Rorschach, en el Cantón de San Galo.

## Historia y ubicación

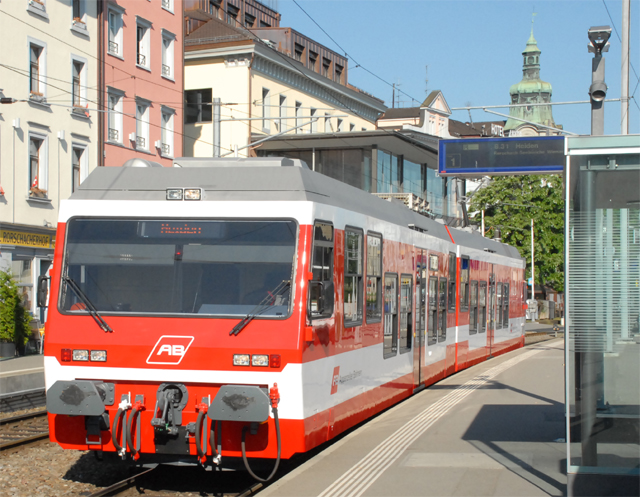
Automotor eléctrico en la estación realizando el servicio a Heiden

La estación de Rorschach Hafen fue inaugurada en 1869 con la puesta en servicio del tramo Romanshorn - Rorschach de la línea Seelinie Schaffhausen - Rorschach por el Schweizerische Nordostbahn (NOB). La compañía pasaría a ser absorbida por los SBB-CFF-FFS en 1902.
La estación se encuentra ubicada en el centro del núcleo urbano de Rorschach. Cuenta con dos andenes laterales a los que acceden dos vías pasantes. Es la estación más céntrica de la ciudad, situada junto al casco histórico de Rorschach y el puerto.
En términos ferroviarios, la estación se sitúa en la línea Schaffhausen - Rorschach. Sus dependencias ferroviarias colaterales son la estación de Horn hacia Schaffhausen y la estación de Rorschach, extremo de la línea.

## Servicios ferroviarios
Los servicios ferroviarios de esta estación están prestados por SBB-CFF-FFS y por Appenzeller Bahnen (AB):

### Regionales
- R Rorschach Hafen - Rorschach - Heiden. Prestado por AB.

### S-Bahn San Galo
En la estación efectúan parada los trenes de cercanías de dos líneas de la red S-Bahn San Galo:
- S 7 Rorschach - Romanshorn - Sulgen - Weinfelden
- S 8 Schaffhausen – Kreuzlingen – Romanshorn - Rorschach